# Вестерборк (посёлок)
Вестерборк (нидерландское произношение: [ˈʋɛstərˌbɔr(ə)k]) — посёлок с населением 4710 человек в муниципалитете Мидден-Дренте в Нидерландах. Он расположен в центре восточной провинции Дренте. Во время Второй мировой войны пересыльный лагерь Вестерборк располагался недалеко от посёлка. На этом месте сейчас находятся Вестерборкский синтезирующий радиотелескоп и Музей лагеря Вестерборк.

## История
В 1939 году на окраине посёлка был основан лагерь беженцев Вестерборк для размещения немецких беженцев, бежавших из нацистской Германии. Годом позже нацистская Германия оккупировала Нидерланды после битвы за Нидерланды . В 1942 году лагерь беженцев был превращен в пересыльный. Более 100 000 евреев и цыган (рома и синти) были депортированы через Вестерборк в концентрационные лагеря и лагеря смерти в нацистской Германии и оккупированной Польше. В период с 1945 по 1948 год, после окончания войны, лагерь использовался как лагерь для интернированных коллаборационистов.
В 1969 году на месте бывшего лагеря был установлен Вестерборкский синтезирующий радиотелескоп. Радиотелескоп состоит из решетки из 14 антенн диаметром 25 метров каждая и эксплуатируется компанией ASTRON .
В 1983 году на месте бывшего лагеря был открыт Музей лагеря Вестерборк. Он посвящён оккупации Нидерландов во время Второй мировой войны, преследованию евреев и истории лагеря.
Вестерборк был отдельным муниципалитетом до 1998 года, когда он вошёл в состав общины Мидденвельд, которая в 2000 году был переименована в Мидден-Дренте

## География
Посёлок Вестерборк находится на52°51′06″ с. ш. 6°36′34″ в. д., часть муниципалитета Мидден-Дренте, в центре провинции Дренте на северо-востоке Нидерландов.

## Демография
В 2001 году в городе Вестерборк проживало 4 075 жителей. Площадь застройки города составляла 1,8 км², и насчитывал 1794 жилых дома. Статистический район Вестерборк, который также может включать в себя окружающую сельскую местность, имеет население около 4710 человек.